# Кабреро Арналь, Хосе
Хосе Кабреро Арналь (исп. José Cabrero Arnal, C. Arnal; 6 сентября 1909 или 7 сентября 1909, Лопорсано, Арагон — 7 сентября 1982[…], Антиб) — французский автор комиксов и карикатурист испанского происхождения.

## Биография

### Детство и юность
Хотя Хосе родился в Castilsabás, семья его отца была родом из Abiego, поселка, который тоже находится в регионе Уэска. Семья Кабреро живёт там с XVIII века, о чём свидетельствует документ от 1741 года. Его родители, Эметерио Кабреро Мур (исп. Emeterio Cabrero Mur) и Леонор Арналь Пуэртолас (исп. Leonor Arnal Puértolas), переехали жить в Барселону, с целью улучшить свой уровень жизни. В юности в Барселоне Хосе Кабреро был столяром и ремонтировал счетные машины. Публиковал свои первые графические работы в таких журналах как «Что-то» (Algo), и «Pocholo». В этом журнале он рисовал такие известные серии, как «Война в Стране насекомых» и «Необычные путешествия собаки Топ». Кроме того, публиковал политические карикатуры в сатирическом журнале «L’Esquella de la Torratxa», и эротический юмор в журнале «Papitu», где подписывался «Cea».

### Войны (1936—1945)
В 1936 году, после начала Гражданской войны в Испании, он записался в милицию республиканцев и был вынужден уехать во Францию после окончания войны. Во Франции был записан в 109-ю Компанию Иностранных Работников на линии Maginot. Это было военизированное подразделение, вспомогательных сил французской армии, составленное в основном из эмигрантов-республиканцев из Испании.
26 июня 1940 года, во время вторжения Германии, был захвачен в плен и 27 января 1941 года, попал в концлагерь Маутхаузен, как и многие другие эмигранты-республиканцы. Оттуда, № 6299 не выйдет до окончания войны. В мае 1945 года, в 36 лет он весил целых 39 кг.

### Жизнь во Франции
В 1946 году опубликовал первые комиксы — «Пласид и Мюзо», антропоморфные лиса и медведь, в еженедельном издании Vaillant. Был постоянным сотрудником L’Humanité, газеты французской компартии. В ней впервые появится в 1948 г. его наиболее известный персонаж, пёс  Пиф, а спустя два года его неразлучный товарищ, кот  Геркулес. Со временем, они превратились в героев серии «Пиф и Геркулес». Пиф дал название в апреле 1969 года журналу Pif Gadget, который пользовался в 1970-х годах большим успехом.
В 1950 году Арналь создал популярного во Франции козлёнка Рудуду, героя многочисленных комиксов на протяжении десятилетий.